# Felix Mottl
Felix Mottl (Unter Sankt Veit, 24 agosto 1856 – Monaco di Baviera, 2 luglio 1911) è stato un compositore e direttore d'orchestra austriaco.

## Biografia
Frequentò il conservatorio di Vienna e fu allievo di Anton Bruckner: si fece conoscere come direttore di opere di Richard Wagner e fu l'assistente di Hans Richter nei preparativi per la prima rappresentazione del primo Ring integrale a Bayreuth (1876); nel 1886 diresse Tristano e Isotta, rappresentato per la prima volta al Festival di Bayreuth: dal 1886 al 1906 in undici edizioni del Festival wagneriano diresse in totale 69 rappresentazioni e fu, inoltre, l'insegnante del figlio di Wagner, Siegfried.
Mottl fu considerato uno dei più brillanti direttori d'orchestra del suo tempo. Fu anche compositore, scrisse alcune opere, delle quali Agnes Bernauer (Weimar, 1880) (ispirato all'omonima figura storica) fu quella di maggior successo, numerose canzoni e altro. Fra i suoi allievi vi fu Ernest van Dyck.
Dal 1881 al 1903 fu direttore dell'Opera di Karlsruhe, guadagnandosi un'ottima reputazione grazie alle sue direzioni di opere di Wagner e Berlioz. Negli anni seguenti diresse l'orchestra del Covent Garden di Londra e al Metropolitan di New York (1903), soprattutto lavori dell'amato Wagner. Nel 1904 divenne direttore dell'Accademia della Musica di Berlino. Morì il 2 luglio 1911 mentre dirigeva il Tristano a Monaco.